# Уайт (перевал)
Перевал Уайт (англ. White Pass) — горный перевал через хребет Баундари на границе между США и Канадой. Перевал был открыт геодезистами из команды Уильяма Огилви, а в конце 1890-х стал вторым после перевала Чилкут маршрутом старателей к местам клондайкской золотой лихорадки. После строительства через перевал железной дороги он и вовсе стал основной дорогой региона. Впоследствии параллельно железной дороге была проложена автомобильная трасса.
13 июня 1962 года вошёл в список национальных исторических памятников Аляски.

## Физико-географическая характеристика
Перевал (Чилкут?) Уайт расположен на границе между штатом Аляска, США, и провинцией Британская Колумбия, Канада в 125 км к югу от Уайтхорса, столицы территории Юкон. Максимальная высота перевала составляет 888 метров.

## История
В 1887 году правительство Канады поручило геодезисту Уильяму Огилви определить расположение 141-го меридиана, по которому должна была проходить граница между Аляской и Юконом, который в то время был в составе Северо-Западных территорий. Для этого Огилви планировал добраться до Дайи, далее маршрутом через перевал Чилкут и по реке Юкон. В то время перевал Чилкут был единственным известным маршрутом вглубь материка, а чтобы пройти через него нужно было заплатить тлинкитам.
Среди геодезистов в партии Огилви был капитан Уильям Мур, сын которого уже бывал в округе Юкон и был знаком с индейцем Джимом Скукумом. Скукум хорошо знал регион и говорил что существует другой маршрут через горы, который не контролируется тлинкитами. Когда партия старателей прибыла в Дайи, Джим Скукум также оказался в городе. Он был согласен тайно провести через перевал Уильяма Мура, в то время как остальная партия воспользуется обычным маршрутом. Местом встречи было назначено озеро Линдеман.
В июне 1887 года Скукум и Мур на каноэ отправились в залив Скагуэй, где начали горовосхождение. Они обнаружили что залив в этом месте намного глубже, чем в районе Дайи, а сам перевал — намного проще для прохождения. После встречи на озере, Огилви записал всю полученную информацию в официальный отчёт. Перевал получил название в честь действующего министра внутренних дел Канады Томаса Уайта.
С началом золотой лихорадки основным маршрутом старателей стал соседний перевал Чилкут. Но он не мог пропустить всех желающих и многие направились на север через перевал Уайт. Одно время между начальными пунктами перевалов, Дайи и Скагуэем, было даже своеобразное соревнование. После того как весной 1898 года на перевале Чилкут прошла серия лавин, многие старатели поспешили отправиться в Скагуэй.
В 1898 году началось строительство железной дороги через перевал, которое завершилось в 1900 году. Дорога обслуживала горнодобывающую промышленность штата Юкон и была закрыта в 1982 году из-за падения цен на руду и последовавшего спада в грузовых перевозках. В 1984 году её заменила автомобильная трасса. Однако в 1988 году железная дорога возобновила работу в качестве исторической, в связи с развитием туризма на Аляске и в Британской Колумбии.